# Retrato do Cardeal Cristoforo Madruzzo
O Retrato do Cardeal Cristoforo Madruzzo é uma célebre pintura a óleo sobre tela, realizada em 1552 por Tiziano, mestre do renascimento veneziano. Assinada e datada, a obra retrata Cristoforo Madruzzo, personagem central da história política e eclesiástica da Europa do século XVI, aos 39 anos de idade, ocasião em que ocupava o cargo de príncipe-bispo da comuna de Trento, na Itália. Encontra-se conservado no Museu de Arte de São Paulo desde 1950.

## Cristoforo Madruzzo
Cristoforo Madruzzo (1512-1567) foi um importante cardeal e estadista da Itália do século XVI. Nasceu em Calavino, na condição de filho mais jovem de uma rica família de Trento. Orientado desde cedo à carreira eclesiástica, estudou direito em Pádua, recebendo as ordens menores entre 1531 e 1532, passando a seguir ao estudo da jurisprudência, em Bolonha (1532-1537).
Já na década de 1530, ocupa o cargo de procuratore della nazione germanica (“procurador da nação germânica”), sendo-lhe permitida esta titulação por ser filho de Eufemia Sporenberg, alemã de nascimento. Paralelamente, Madruzzo galga com notória avidez todas as dignidades clericais até o cardinalato, obtido no consistório de 1542, por uma nomeação in pectore do papa Paulo III. Em 1539, torna-se príncipe-bispo de Trento. Entre 1556 e 1557, assume o cargo bastante delicado de governador de Milão, em nome do imperador Carlos I de Espanha.
Defensor declarado dos interesses hispano-imperiais, Madruzzo teve um papel proeminente durante o Concílio de Trento, desempenhando função de mediador, tentando apaziguar as diferenças que opunham a Igreja Católica à coroa espanhola. Defendeu também à inclusão de assuntos do interesse de Fernando I de Habsburgo nas discussões. Em 1567, abdicou ao título tridentino em favor de seu sobrinho, Ludovico Madruzzo. Faleceu em Tivoli, em seu 66º aniversário.

## O retrato
Retornando de uma segunda estadia em Augsburgo, em 1551, Tiziano é chamado a Trento para executar o retrato de Cristoforo Madruzzo, nos anos em que o cardeal exerce a função de príncipe-bispo da comuna. Anfitrião do Concílio de Trento, o mais longo e possivelmente mais conturbado concílio da história da Igreja, Madruzzo encomendou ao artista um imponente retrato de figura inteira, à altura das ambições políticas e eclesiásticas que almejava, e que, à época, já estava a concretizar.

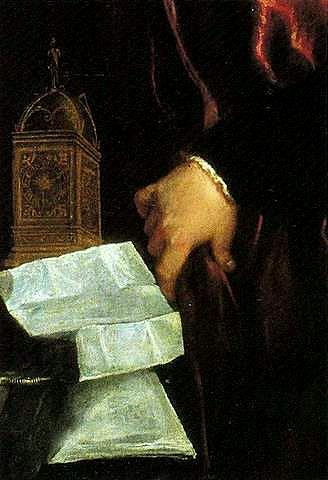
Detalhe do relógio.

Chama particularmente a atenção na obra o fato de Madruzzo não envergar a indumentária cardinalícia, embora já nomeado para a função desde 1542. É possível que o cardeal, investido da condição de mediador no conflito de interesses entre a coroa espanhola e a Igreja Católica, tenha optado por não utilizar a veste religiosa de maneira a não fomentar as disputas entre o clero e e imperador Carlos I.

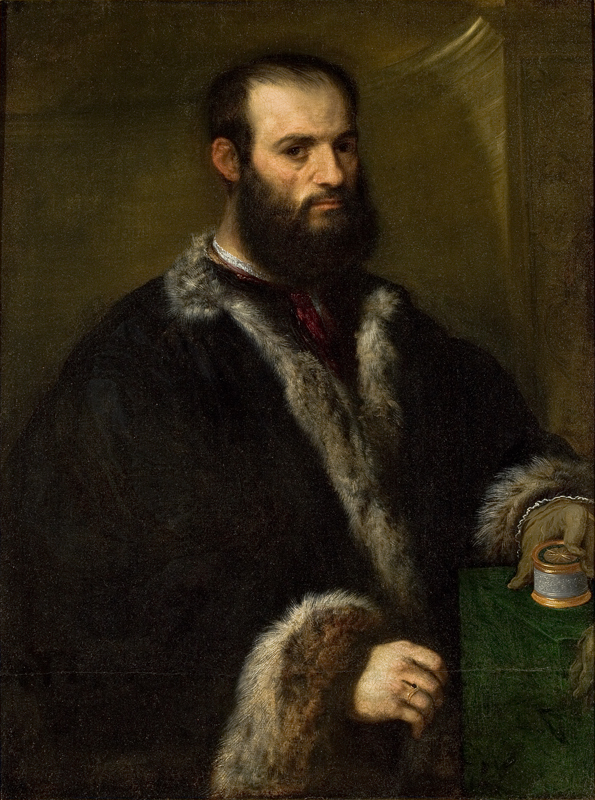
Paris Bordone. Retrato de Alvise Contarini, c. 1525. Acervo do MASP.

Outro elemento de destaque do retrato é o relógio, não raramente presente na retratística de Tiziano. Ocupando posição preponderante na obra, ao término da diagonal esboçada pelo braço direito do retratado, o relógio foi objeto de diversas interpretações. Deve simbolizar, de forma genérica, um memento mori, uma advertência sobre a transitoriedade da glória e a necessidade da temperança. Nessa acepção, o objeto é elemento comum da pintura veneziana, comparecendo em diversos outros retratos desta escola (como no Retrato de Alvise Contarini, por Paris Bordone).
Para Harold Wethey, a obra era originalmente maior, tendo sido reduzida na parte inferior e no lado direito. No alto do quadro, na parte direita, encontra-se a indicação da data (repetida também sobre o relógio. “1.5.5.2.”) e da idade do retratado (“ANNO D[omi]NI. MDLII / AETATIS SUAE XXXVIIII"), além da assinatura de Tiziano (“TITIAN FECIT”). Um restauro mal sucedido realizado por volta de 1907 comprometeu sua plena visibilidade, o que foi atenuado por uma restauração recente, levada a cabo entre 1992 e 1995, e realizada pelo J. Paul Getty Museum de Los Angeles.

## Fortuna crítica
Desde muito cedo, o Retrato do Cardeal Cristoforo Madruzzo esteve considerado entre as obras-primas de Tiziano e da retratística da escola veneziana, sendo bastante freqüentes as análises superlativas da pintura ao longo da história. A primeira referência ao retrato partiu de Giorgio Vasari, que o comenta em sua célebre Le Vite, de 1568, obra que inaugurou o gênero da historiografia da arte, elencando biografias e comentários críticos sobre os principais artistas e trabalhos do renascimento.
No século XIX, Giovanni Battista Cavalcaselle definiria a obra como “um dos importantes retratos da escola vêneta” e, na segunda metade do século XX, Rodolfo Pallucchini observa que o retrato possui “uma pasta cromática digna de Renoir.” Para Pallucchini:
| “ | Jamais como nesta imagem Tiziano soube imprimir o senso de uma vida fluida e corrente, colhida em uma atitude, em um movimento, e um olhar; a personagem em uma inteireza física e espiritual. Neste retrato de figura inteira, Tiziano mostra saber ambientar o modelo em uma nova dimensão temporal, captada mediante a perfeita aisance do seu meio pictórico, fluido e atmosférico a um só tempo. | ” |